# Ronald Searle
Ronald Searle, CBE, eigentlich Ronald William Fordham Searle (* 3. März 1920 in Cambridge; † 30. Dezember 2011 in Draguignan, Frankreich), war ein britischer Zeichner,  Karikaturist und Medailleur, der den Schwarzen Humor mit „liebenswertem Charme“ zu verbinden wusste. Zu seinen bekanntesten Werken gehören die Cartoons um die boshaften Zöglinge des Mädcheninternats St. Trinian’s. In der Fachwelt wird Searle zu den bedeutendsten zeitgenössischen Zeichnern gezählt. Friedrich Dürrenmatt nannte ihn einen „Jonathan Swift an der Feder“. Searle schätzte Katzen und Champagner, verabscheute dagegen Krieg und Machtpolitik.

## Leben

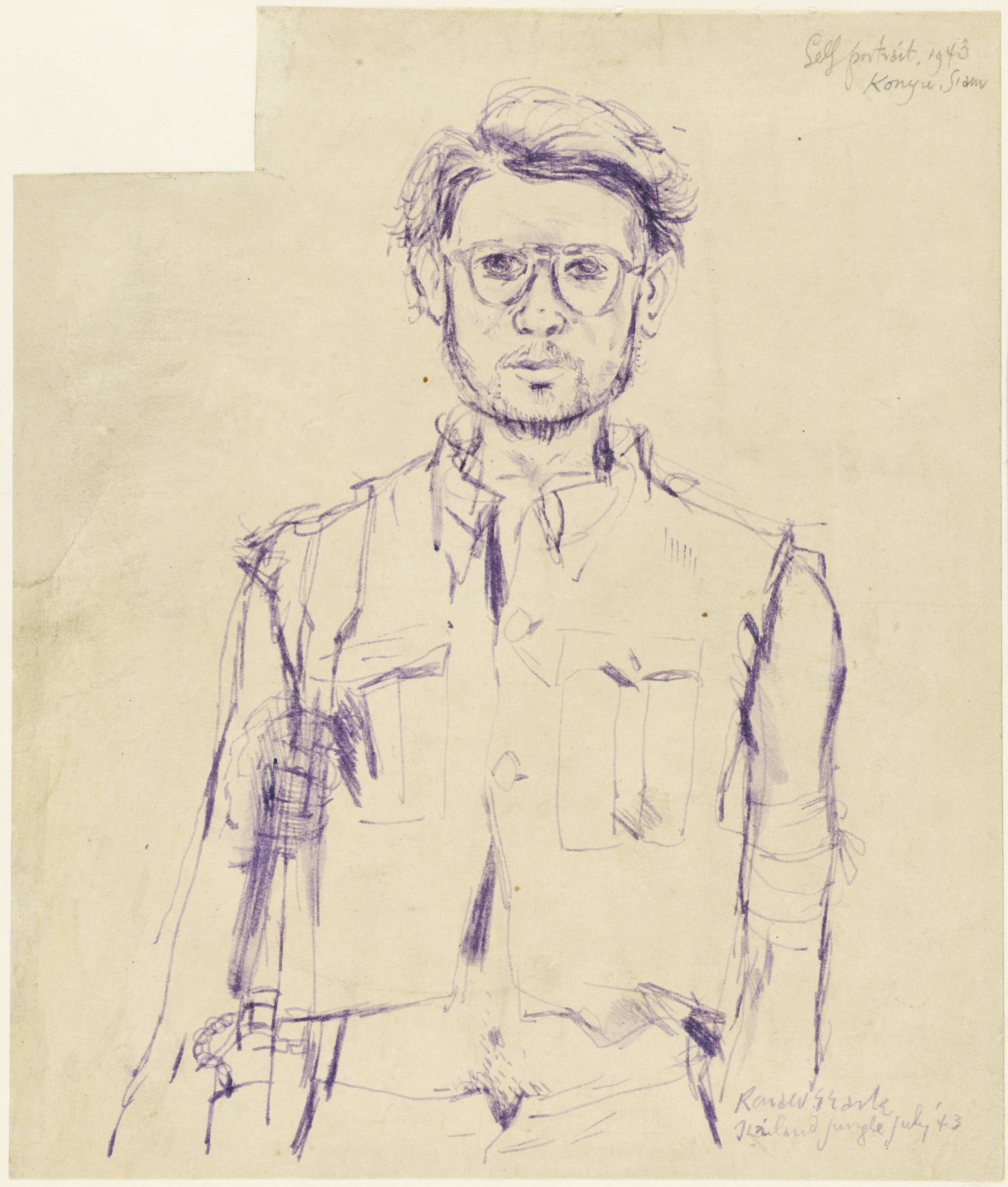
Selbstporträt im Juli 1943 in Thailand

Der Sohn eines Bahnhofs-Gepäckträgers begann schon im Alter von fünf Jahren zu zeichnen. Seine ersten Karikaturen veröffentlichte er als 15-Jähriger in den Cambridge Daily News. Nach der Schule und einer Zeit als Hilfsarbeiter besuchte er für zwei Jahre eine Kunstschule, bevor er 1939 eingezogen wurde. Ab Januar 1942 als britischer Soldat in Singapur stationiert, geriet Searle bald in japanische Kriegsgefangenschaft. Er wurde unter elenden Bedingungen beim Bau der Siam-Burma-Bahn (Death Railway) eingesetzt, die vielen von der Brücke am Kwai her bekannt ist. Nach vierjähriger Gefangenschaft und seiner Rückkehr ließ sich Searle in London als freischaffender Künstler nieder. Es gelang ihm auch, einige der Zeichnungen zu veröffentlichen, die er in Kriegsgefangenschaft angefertigt hatte. 1947 heiratete er seine erste Frau, die Journalistin Kaye Webb. Mit ihr wurde er Vater von Zwillingen. Ende der 1940er Jahre führten ihn Reisen durch Europa, Amerika und Nordafrika. Searle arbeitete inzwischen für renommierte Blätter wie News Chronicle, Punch, The New Yorker, Life, Holiday, The New York Times, Le Monde und Spiegel. Sein erstes Buch mit Cartoons aus St. Trinian’s erschien 1948. Auf Grundlage dieser Cartons entstanden mehrere Filme, beginnend mit Die Schönen von St. Trinians aus dem Jahr 1954.
Anfang der 1960er-Jahre reiste Ronald Searle im Auftrag des Süddeutschen Rundfunks mit Heinz Huber, dem Leiter der SDR-Dokumentarfilmabteilung, durch Westdeutschland. Mit Huber, oder bisweilen auch ohne dessen Begleitung, lernte Searle so zum Beispiel München, Heidelberg, Baden-Baden und Wolfsburg kennen. Er hielt die westdeutsche Nachkriegsgesellschaft mit seinen Zeichnungen aus der Perspektive eines Engländers fest. Es faszinierten ihn die teils sehr seltsamen regionalen Traditionen in Kombination mit dem westdeutschen Nachkriegs-Boom, der durch das Wirtschaftswunder entstanden war.
Ab 1961 lebte Searle in Paris, wo er seine zweite Frau, Monica Koenig, heiratete, die ebenfalls Bildende Künstlerin war. Seit 1977 lebte er in Tourtour in Südfrankreich.
Der Künstler Searle befasste sich auch mit Malerei, Münzentwürfen und Trickfilmen. So stammen die Trickfilmsequenzen für den Spielfilm Die tollkühnen Männer in ihren fliegenden Kisten aus seiner Feder. Searle starb 2011 hochgeehrt und hochbetagt; er war 91 Jahre alt geworden. Bereits ein Jahr zuvor hatte er seinen künstlerischen Vorlass an die Stiftung Niedersachsen verkauft, so dass sich mehr als 2000 Zeichnungen des Meisters im Hannoveraner Museum Wilhelm Busch als Dauerleihgabe befinden. Später traf auch der Nachlass in Hannover ein. Sämtliche aus der Kriegsgefangenschaft geretteten Zeichnungen schenkte Searle dem Londoner Imperial War Museum. Die komplette Serie der Bildergeschichte The Rake’s Progress nach dem Vorbild von William Hogarth befindet sich in der Druck- und Zeichenabteilung des British Museum in London.

## Zum Schaffen
Mit seinen überaus erfolgreichen St.-Trinian’s-Mädchen war Searle nicht nur glücklich. Er sah sich in eine viel zu enge Schublade gepresst. 1953 bewog ihn sein Groll sogar dazu, die Serie eigenhändig auf selten drastische Weise einzustellen, indem er für eine Atomexplosion im Physiksaal der von ihm erfundenen Schule sorgte. Gleichwohl folgten etliche Verfilmungen. Während die Trinian’s-Serie kaum 50 Blätter betrug, umfasst Searles Gesamtwerk „Zehntausende von Zeichnungen in allen Genres, die für illustreste Kundschaft“ entstanden, so Andreas Platthaus. Für ihn ist Searle „in seiner Themen- und Stilvielfalt mit Picasso vergleichbar“ – und „doch in jedem Bild erkennbar“. Die Brockhaus Enzyklopädie spricht von einem eigenartigen Strich, der „skurril“ und „nervös“ zugleich wirke. Zu Searles Vorbildern gehörte George Grosz. Searles Arbeiten hatten ihrerseits großen Einfluss auf Kollegen. Laut Craig Brown versicherten u. a. Gerald Scarfe, Posy Simmonds und der Erfinder der Simpsons, Matt Groening, sie hätten Searle viel zu verdanken. Dessen jüngerer Kollege Steve Bell bezeichnete ihn 2010 gar als den „größten lebenden Cartoonisten“. Platthaus zitierte den damals 90-jährigen, nach wie vor täglich zeichnenden ehemaligen Kriegsgefangenen mit den Worten:
„Die Voraussetzung aller Kunst ist eine gute technische Ausbildung. Wenn Sie die haben, sind Sie frei für alles, was Sie daraus machen. Und Freiheit, darauf kommt es an.“

## Bücher (Auswahl)
- Quo Vadis. Verlag Kurt Desch, München 1962, karikaturistische Bilderserie einer Reise durch England, Frankreich und Deutschland, mit einem Textteil von Wolfgang Hildesheimer
- Rußland für Ungläubige. Text von Alex Atkinson, Verlag Kurt Desch, München 1964
- Anatomie eines Adlers. Ein Deutschlandbuch. Mit Karikaturen über Deutschland und einem Textteil von Heinz Huber, Verlag Kurt Desch, München 1966
- Vom Goldrausch und Geldfieber. Ein Amerikabuch mit Begleittexten von Groucho Marx und Kane Clapperton, Verlag Kurt Desch, München 1967
- Die Katzen des Ronald Searle. Verlag Kurt Desch, München 1968
- Das eckige Ei. Verlag Kurt Desch, München 1968
- Nanu, wo sind die Menschen geblieben? Verlag Kurt Desch, München 1970
- Die Wiederkehr des Toulouse-Lautrec. Verlag Kurt Desch, München 1970
- Anatomie eines Adlers. Ein Deutschlandbuch. Mit Karikaturen über Deutschland, Lizenzausgabe des Kurt Desch Verlages, Deutscher Taschenbuch Verlag, München 1971, ISBN 3-423-00768-0

## Ausstellungen (Auswahl)
- 1965 Bremen
- 1996 Hannover, Wilhelm-Busch – Deutsches Museum für Karikatur und Zeichenkunst
- 1996 Saarlouis, Haus Ludwig für Kunstausstellungen
- 1996–1997 München, Stadtmuseum
- 2010 Ronald Searle zum 90. Geburtstag, Wilhelm-Busch – Deutsches Museum für Karikatur und Zeichenkunst, Hannover

## Auszeichnungen
- 1959: National Cartoonist Society Advertising and Illustration Award (USA)
- 1960: National Cartoonist Society Reuben Award (USA)
- 1965: National Cartoonist Society Advertising and Illustration Award (USA)
- 1980: National Cartoonist Society Illustration Award (USA)
- 1986: National Cartoonist Society Advertising Award (USA)
- 1987: National Cartoonist Society Advertising Award (USA)
- 1991: Royal Designers for Industry Award for Illustration (UK)
- 1998: Karikaturpreis der deutschen Anwaltschaft
- 2003: Commander des Order of the British Empire (UK)
- 2007: Ritter der Ehrenlegion (F)
- 2009: Niedersächsischer Verdienstorden am Bande